# Sweet Dreams (canção de Beyoncé)
"Sweet Dreams" é uma canção da cantora americana Beyoncé, escrita por Jim Jonsin, Wayne Wilkins, Rico Love e Beyoncé para seu terceiro álbum de estúdio, I Am... Sasha Fierce.

## Faixas e formatos
Austrália single
1. Sweet Dreams - 3:27
2. Sweet Dreams (Steve Pitron & Max Sanna Remix) [Radio Edit] - 3:35

Alemanha digital download EP
1. "Sweet Dreams" - 3:29
2. "Sweet Dreams" (Groove Police Remix - Radio Edit) - 3:10
3. "Ego" - 3:57
4. "Ego" (Remix) feat. Kanye West - 4:43
5. "Sweet Dreams" (Video)  - 4:00
6. "Ego" (Remix) feat. Kanye West (Video) - 4:52

Reino Unido CD single
1. Sweet Dreams - 3:29
2. Sweet Dreams (Steve Pitron & Max Sanna Remix) [Radio Edit] - 3:35

Reino Unido digital download EP 1
1. "Sweet Dreams" (Medicin Club Remix) - 6:18
2. "Sweet Dreams" (Groove Police Club Remix) - 7:05
3. "Sweet Dreams" (Ok Dac Club Remix) - 5:11
4. "Sweet Dreams" (DJ Escape & Tony Coluccio Club Remix) - 8:39
5. "Sweet Dreams" (Maurice's NuSoul Club Remix) - 7:09
6. "Sweet Dreams" - 3:27

Reino Unido digital download EP 2
1. "Sweet Dreams" (Dave Spoon Remix) - 7:07
2. "Sweet Dreams" (Steve Pitron & Max Sanna Remix - Radio Edit) - 3:37
3. "Sweet Dreams" (Steve Pitron & Max Sanna Club Remix) - 7:38
4. "Sweet Dreams" (Oli Collins & Fred Portelli Remix) - 5:38
5. "Sweet Dreams"  - 3:28